# Chlewiszcze (Stawiszcze)
Chlewiszcze – kolonia wsi Stawiszcze w Polsce położona w województwie podlaskim, w powiecie hajnowskim, w gminie Czeremcha.
Chlewiszcze stanowi zachodnią część wsi Chlewiszcze, przedzieloną granicą państwową po II wojnie światowej. Obecnie stanowi wschodnią część wsi Stawiszcze.
W latach 1975–1998 miejscowość administracyjnie należała do województwa białostockiego.
Prawosławni mieszkańcy kolonii należą do parafii Opieki Matki Bożej w Zubaczach.